# Rhantus liopteroides
Rhantus liopteroides is een keversoort uit de familie waterroofkevers (Dytiscidae). De wetenschappelijke naam van de soort is voor het eerst geldig gepubliceerd in 1927 door Zimmermann.